# 木质部
木質部（英語：xylem）是维管植物的运输组织，负责将根吸收的水分及溶解于水里面的离子往上运输，以供其他器官组织使用，另外还具有支撐植物体的作用。草本植物的木质部不发达，所以较柔软且支持力弱。

## 结构

一些木质部细胞的横截面

木質部由导管、管胞、木射线、薄壁组织和木纤维构成。

### 导管
存在於大部分的被子植物、裸子植物的买麻藤目和一部分蕨类植物（如欧洲蕨）之中。上下細胞間由穿孔板彼此 相連，因此液体在其中的流动速度比在管胞中的快。每个导管细胞被称做导管分子。生长初期的导管细胞是活细胞，但后来成熟时细胞质解离，细胞死亡，胞壁木质化。在木质化的过程中，胞壁会出现纹孔。通过纹孔，水分可以横向流动。从演化的角度看，导管是由原始的管胞发展出来的。但已不像管胞那样具有支撐功能了。而支撐功能则有另一种从原始管胞发展而来的结构即木纤维承担。

### 管胞
又稱假導管，少数被子植物、裸子植物和蕨类植物只有管胞而无导管，而大部分被子植物则两者兼有。管胞细胞呈纺锤状，即两端尖细，中间膨大。其生活史与导管相似，最初为活细胞，后来胞质解离细胞死亡。胞壁也会木质增厚，出现纹孔，纹孔膜具有高度渗透性。裸子植物具有典型的具缘纹孔。水分的流动可通过纹孔塞的活动被调节。在较原始的植物中，管胞具有运输和支撐功能。

### 木射线(ray pith)
起横向（即与根茎纵轴垂直）运输和贮存作用的薄壁组织，在维管形成层内次生木质部中成辐射发散状排列。

### 薄壁组织
可以说，这个概念与木射线有重叠。木射线其实就是横向排列的薄壁组织。除木射线外，木质部还有与根茎主轴平行的轴向薄壁细胞，起贮存作用。

### 木纤维
如上所述，木纤维是原始管胞的一个发展方向，是两端尖细的厚壁组织细胞，具有木质化的次生壁，因此具有支撐植物体的作用。

## 生长發展
根据出现时间的早晚和来源，木质部可划分为初生木质部（primary xylem）和次生木质部（secondary xylem）。

### 初生木质部
来自于原形成层（Procambium），由薄壁组织和木纤维组成，但没有木射线。根据分化的早晚，初生木质部又可分为原生木质部（Protoxylem）和后生木质部（Metaxylem）。

#### 原生木质部
出现最早，在茎和叶中，原生木质部着生于伸长活动活跃的组织中，因为它不能跟随着伸长，所以会被拉伸而导致破坏，形成一片原生木质部缺失（Protoxylemlacuna）区域。但在根中，情况与上不一样，因为原生木质部成熟的位置在伸长区之后，避免受到破坏。原生木质部由管状分子和包绕其外的薄壁组织组成。

#### 后生木质部
分化于原生木质部之后，次生木质部之前，若植物具有次级生长的话。后生木质部发生于初生植物仍然生长的时候，成熟于植物的伸长活动之后，所以避免了被拉长破坏。后生木质部除具有薄壁组织，管状分子外，还有木纤维。

### 次生木质部
具有次级生长的植物，可以通过维管形成层的活动产生次生木质部。根据其排列方向，又可分为轴向系统和径向系统。这些植物正是通过次生木质部的不断往外生长，中心不断外移木质化，而实现径向加粗的。
次生木质部的组成和初生木质部一样也包括导管、管胞、木纤维和木薄壁细胞。

## 运输过程
木质部负责将从根部吸收的水分及溶解其中的离子往上运输。动力则来自植物的蒸散作用和根压。
迪克松在二十世紀初提出的蒸散—內聚力—拉力機制（transpiration-cohesion-tension mechanism）是植物生理學家公認最具代表性的運輸機制。